# Paisaje con Filemón y Baucis
Paisaje con Filemón y Baucis es un cuadro del pintor flamenco Pedro Pablo Rubens. Fue pintado hacia el año 1620. Se trata de una pintura al óleo sobre lienzo, que mide 1,47 metros de alto y 2,09 de ancho. Actualmente se conserva en el Museo de Historia del Arte de Viena (Austria).
Este cuadro es un paisaje que representa un tema mitológico. Según Las metamorfosis de Ovidio, Filemón y Baucis eran un matrimonio de ancianos que fueron los únicos de su localidad (que Ovidio sitúa en Frigia) que acogieron en su hogar a los dioses Zeus y Hermes. Zeus envió una inundación a Frigia como castigo, y salvó a Filemón y a Baucis al advertirles que debían subir a lo alto de la montaña con él.
Rubens ha representado la inundación, con un río desbordado por la tormenta que finalmente cae en forma de catarata, recorrida por un arcoíris. El cielo tormentoso se ilumina de nuevo. A un lado, las figuras de los ancianos y Zeus observan la devastación de la tierra por la tormenta que los dioses enviaron.